# Zakucelka
Zakucelka (Ludwigia) je rod rostlin z čeledi pupalkovité. Jsou to pozemní nebo vodní byliny, řidčeji i dřeviny s jednoduchými celistvými listy. Květy jsou bílé nebo žluté, většinou čtyř nebo pětičetné. Plodem je tobolka. Rod zahrnuje přes 80 druhů a je rozšířen na všech kontinentech. V Evropě roste pouze zakucelka bahenní. V ČR patří mezi vyhynulé druhy. Zakucelky rostou převážně v nížinách tropů a jsou vázány na různé vodní biotopy. V ponořených částech mají vzduchové pletivo a některé druhy mají i dýchací kořeny. Některé vodní, převážně severoamerické druhy jsou pěstovány jako akvarijní rostliny. Další druhy slouží v místní medicíně nebo jsou řazeny mezi invazní rostliny.

## Popis
Zakucelky jsou pozemní nebo vodní, jednoleté nebo vytrvalé byliny, řidčeji keře a výjimečně i nevelké stromy. Pozemní bylinné druhy mají přímou lodyhu nebo jsou plazivé a v uzlinách kořenující. Vodní druhy mohou být ponořené nebo vzplývající. Ponořené části vodních druhů jsou často zduřelé a houbovité nebo s nafouklými, bělavými aerofory. Stromovitý vzrůst má např. silně ohrožený druh L. anastomosans ze střední Brazílie. Listy jsou vstřícné, střídavé nebo přeslenité, jednoduché, obvykle celistvé. Palisty jsou redukované nebo chybějí. Květy jsou pravidelné, většinou čtyř nebo pětičetné (řidčeji 3 nebo až 7-četné), jednotlivé v úžlabí horních listů nebo v klasech, hroznech, latách nebo svazečcích. Květní trubka (češule) nepřesahuje na rozdíl od většiny ostatních zástupců čeledi semeník. Kalich je vytrvalý, zelený, tvořený 4 nebo 5 (3 až 7) cípy na okraji květní trubky. Koruna je bílá nebo žlutá, opadavá, složená ze 4 nebo 5 (3 až 7) korunních lístků. U některých druhů koruna chybí. Tyčinek je stejný nebo dvojnásobný počet oproti počtu kališních lístků. Mají krátké nitky a nasedají na okraj květní trubky. Semeník obsahuje 4 nebo 5, řidčeji více komůrek, jejichž počet odpovídá počtu kališních lístků, a nese jedinou čnělku zakončenou hlavatou až polokulovitou bliznou. Plodem je tobolka obsahující mnoho semen. Tobolky pukají nepravidelně, případně vrcholovými póry nebo víčky oddělujícími se od vrcholu. Semena jsou v tobolkách volná nebo obklopená korkovitou tkání.

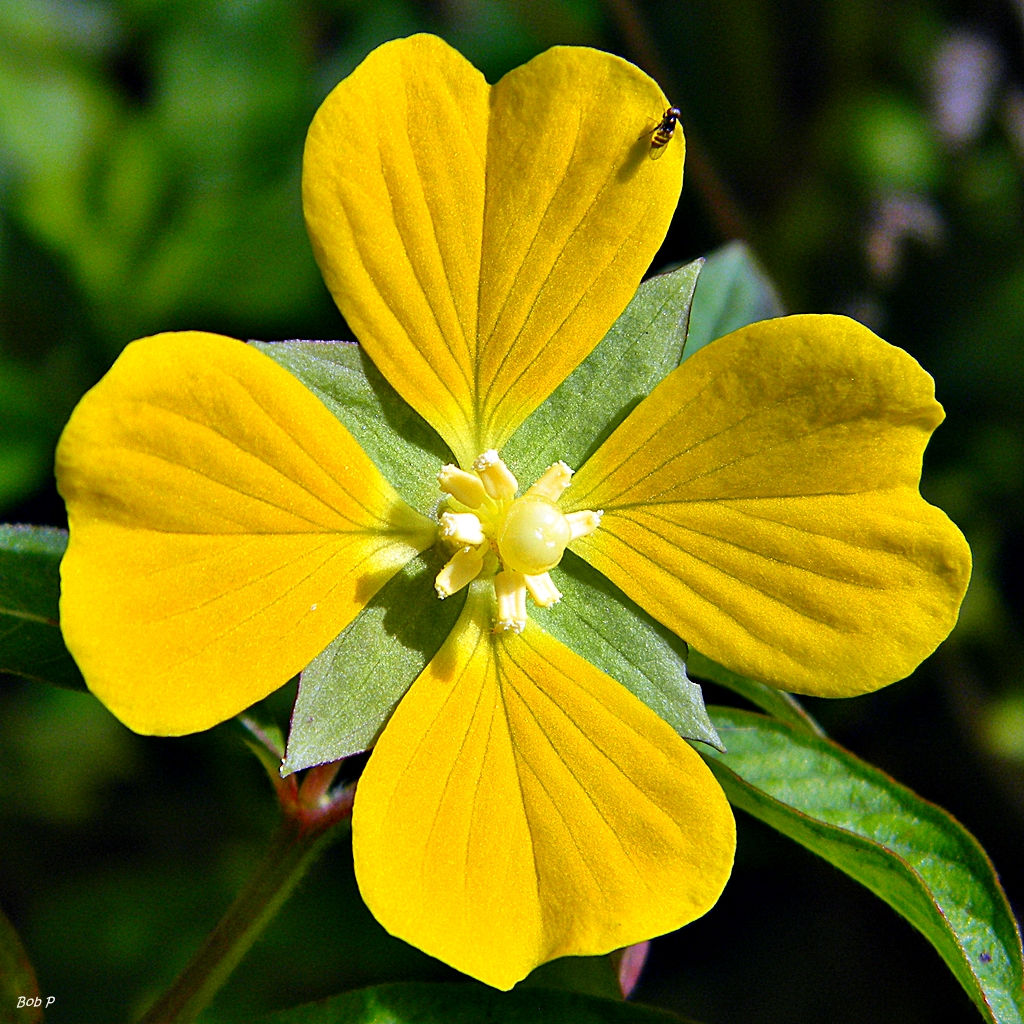
Detail květu L. octovalvis
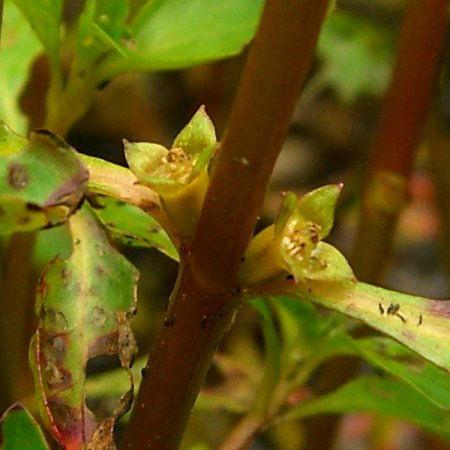
Bezkorunné květy zakucelky bahenní
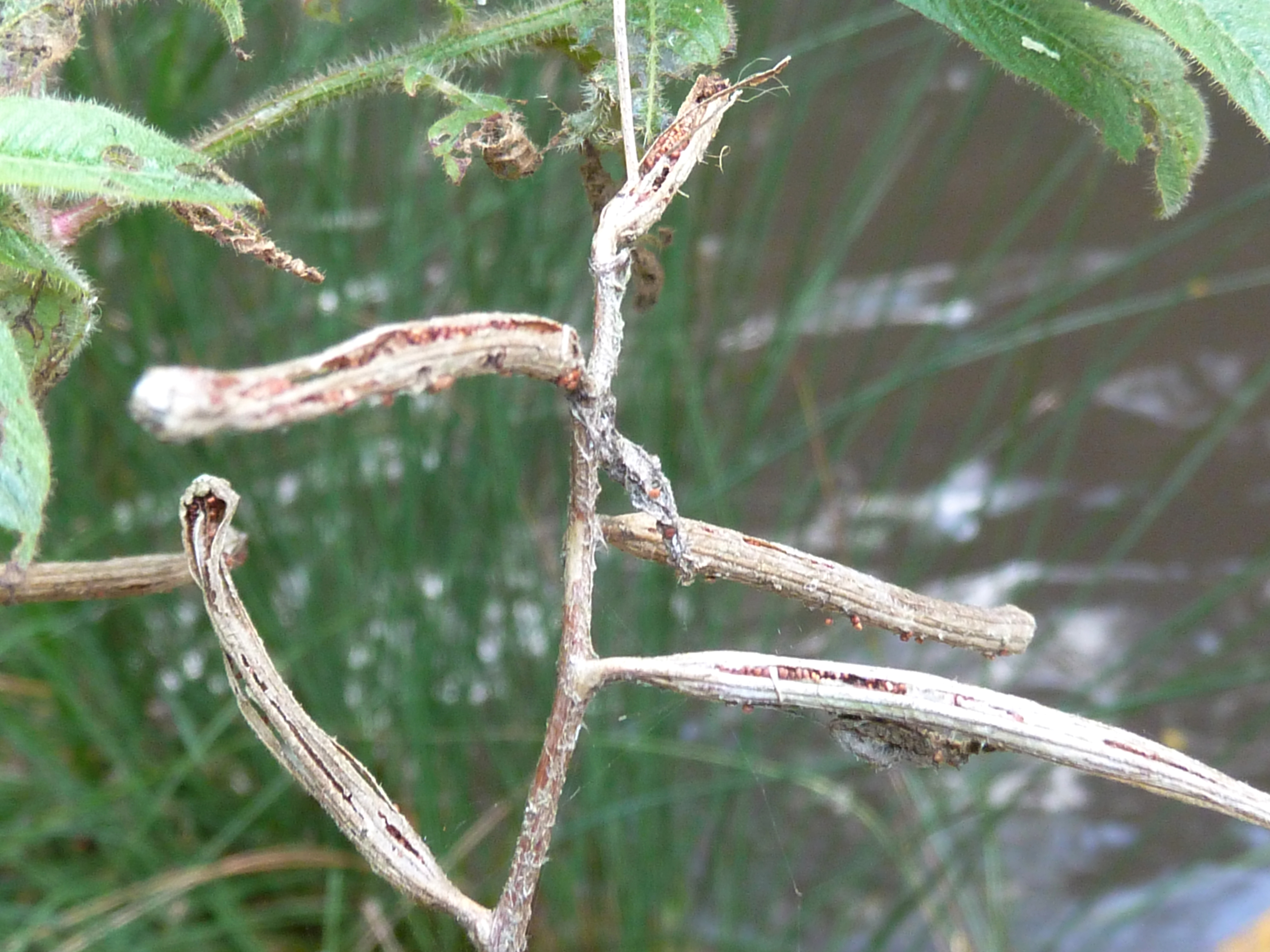
Nepravidelně pukající plody L. octovalvis

## Rozšíření
Rod zakucelka zahrnuje asi 82 až 91 druhů. Je zastoupen na všech kontinentech s výjimkou Antarktidy. Největší počet druhů se vyskytuje v Americe, menší vývojové centrum je rovněž v subsaharské Africe. V Evropě roste jediný původní druh, zakucelka bahenní (L. palustris). V 19. století se vyskytovala i na území České republiky, v současné době je považována za vyhynulý druh flóry ČR. V teplých oblastech Evropy zdomácněly některé další, cizokrajné druhy, zejména zakucelka plazivá (L. peploides) a L. uruguayensis.
Zakucelky se vyskytují především v tropických nížinách, některé druhy je však možno nalézt i ve vyšších nadmořských výškách (až 2000 metrů). Nejčastěji rostou na vlhkých místech, bahniskách, mělké stojaté vodě na okrajích jezer a lagun, poříčních galeriových lesích, sezónně zaplavovaných místech ap.
Pro zakucelky jsou charakteristické rozsáhlé areály jednotlivých druhů. Je mezi nimi celá řada druhů zastoupených na více kontinentech. Druh L. octovalvis je rozšířen v tropech celého světa, L. perennis v tropech Starého světa od Afriky po Oceánii, L. hyssopifolia od Afriky po Austrálii, L. decurrens, L. leptocarpa, L. uruguayensis a L. peruviana od jv. USA po Argentinu, L. erecta od Floridy po Paraguay.

## Ekologické interakce
Zakucelky jsou svým výskytem vázané na nejrůznější vodní biotopy, kterým se různými způsoby přizpůsobily. V ponořených částech se vyvíjí řídké vzdušné pletivo - aerenchym. Některé druhy jsou víceméně dřevnaté, vynořené, s přímým stonkem, vyrůstajícím z oddenku kořenícího ve dně. Rostou v bahně, zaplavované půdě nebo při okraji vodních ploch. Náleží mezi ně např. L. decurrens, L. hyssopifolia nebo L. nervosa. Další skupinu tvoří ekologicky plastické byliny, které buď vzplývají nebo se plazí po bahnitém povrchu. Oddenek se buď volně vznáší ve vodě nebo je částečně vynořený. Druh L. helminthorrhiza má v úžlabí listů nápadné, bělavé, tlusté, asi 2 cm dlouhé nadnášecí kořeny (aerofory) houbovité konzistence, které nadnášejí lodyhu. Na ponořených částech mívá dýchací kořeny i zakucelka plazivá (L. peploides). Další ekologickou skupinu tvoří ponořené nebo vzplývající bylinné druhy, které na rozdíl od předešlé skupiny koření ve dně. Patří mezi ně např. L. sedioides a L. inclinata.

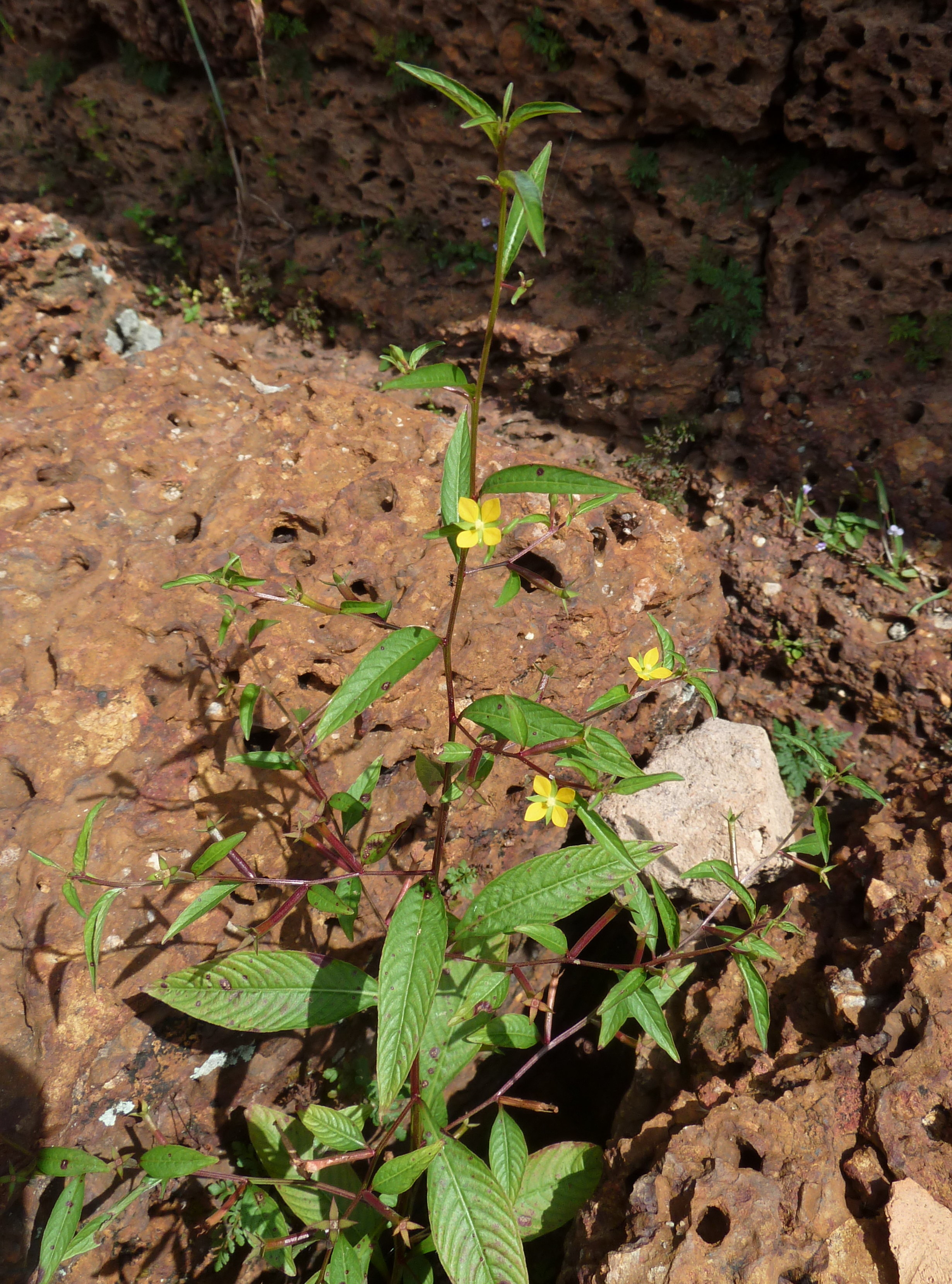
L. hyssopifolia, příklad přímého druhu kořenícího ve dně
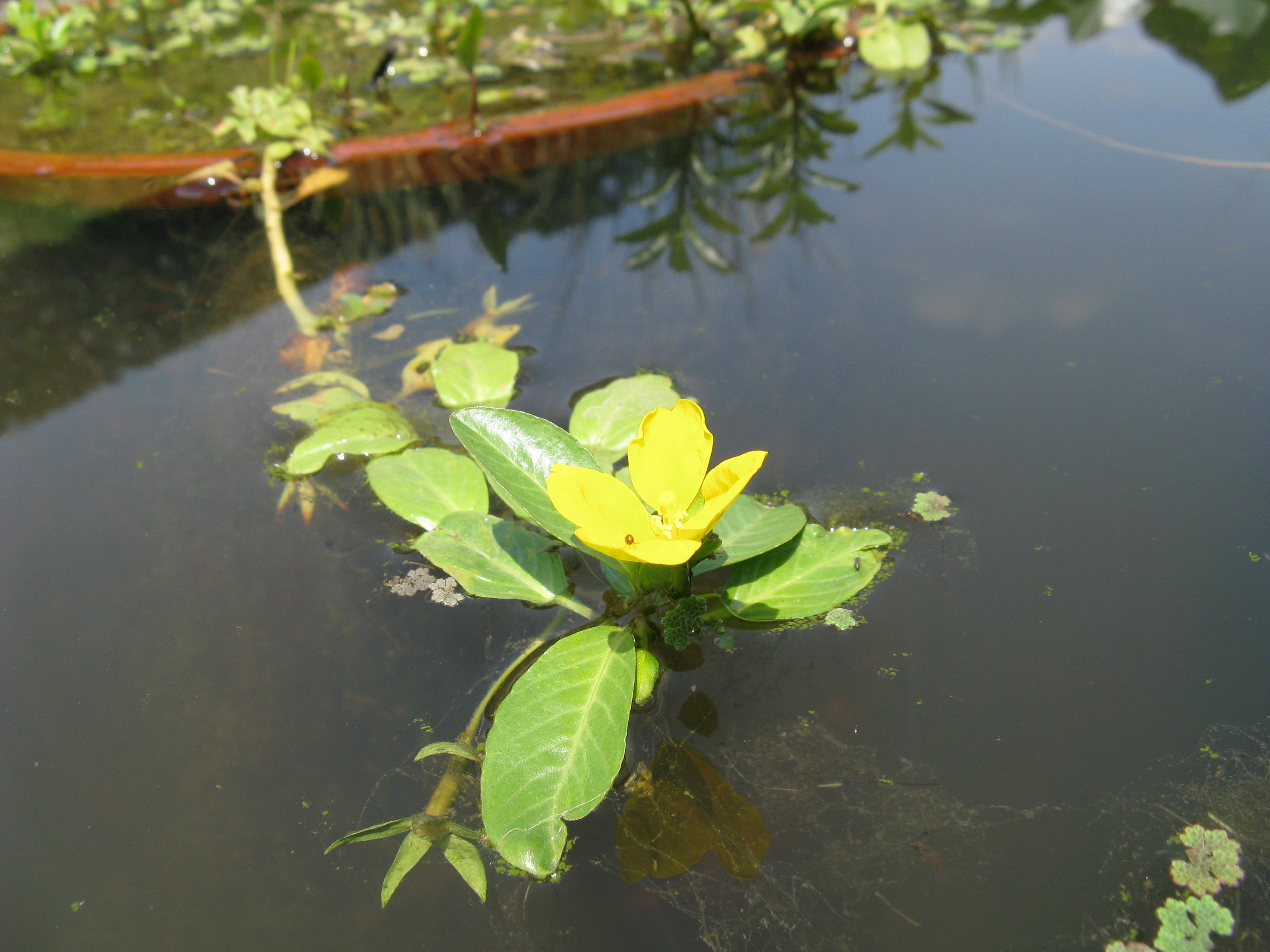
Volně se plazící druh L. peploides
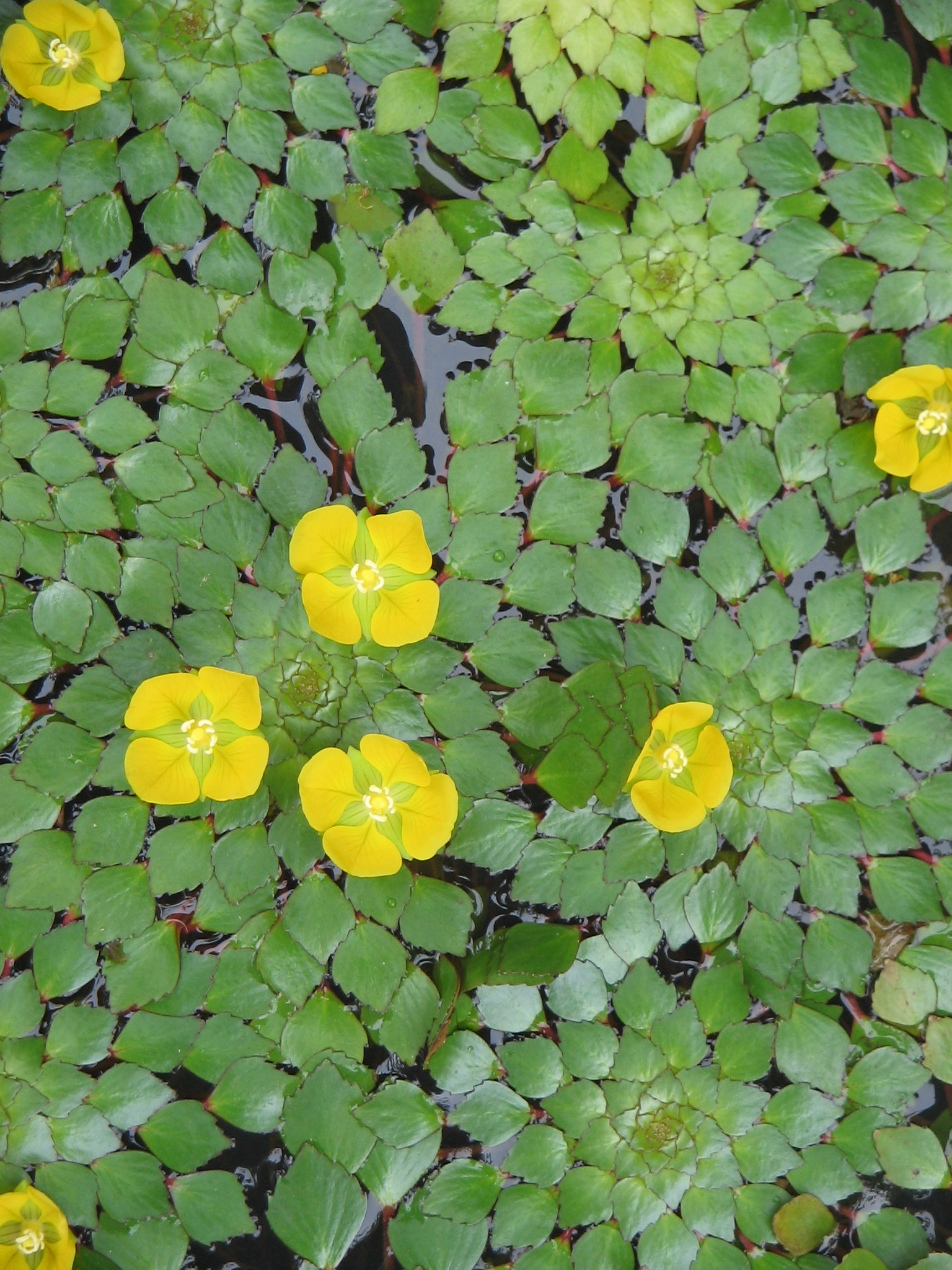
Vzplývající druh L. sedioides, kořenící ve dně
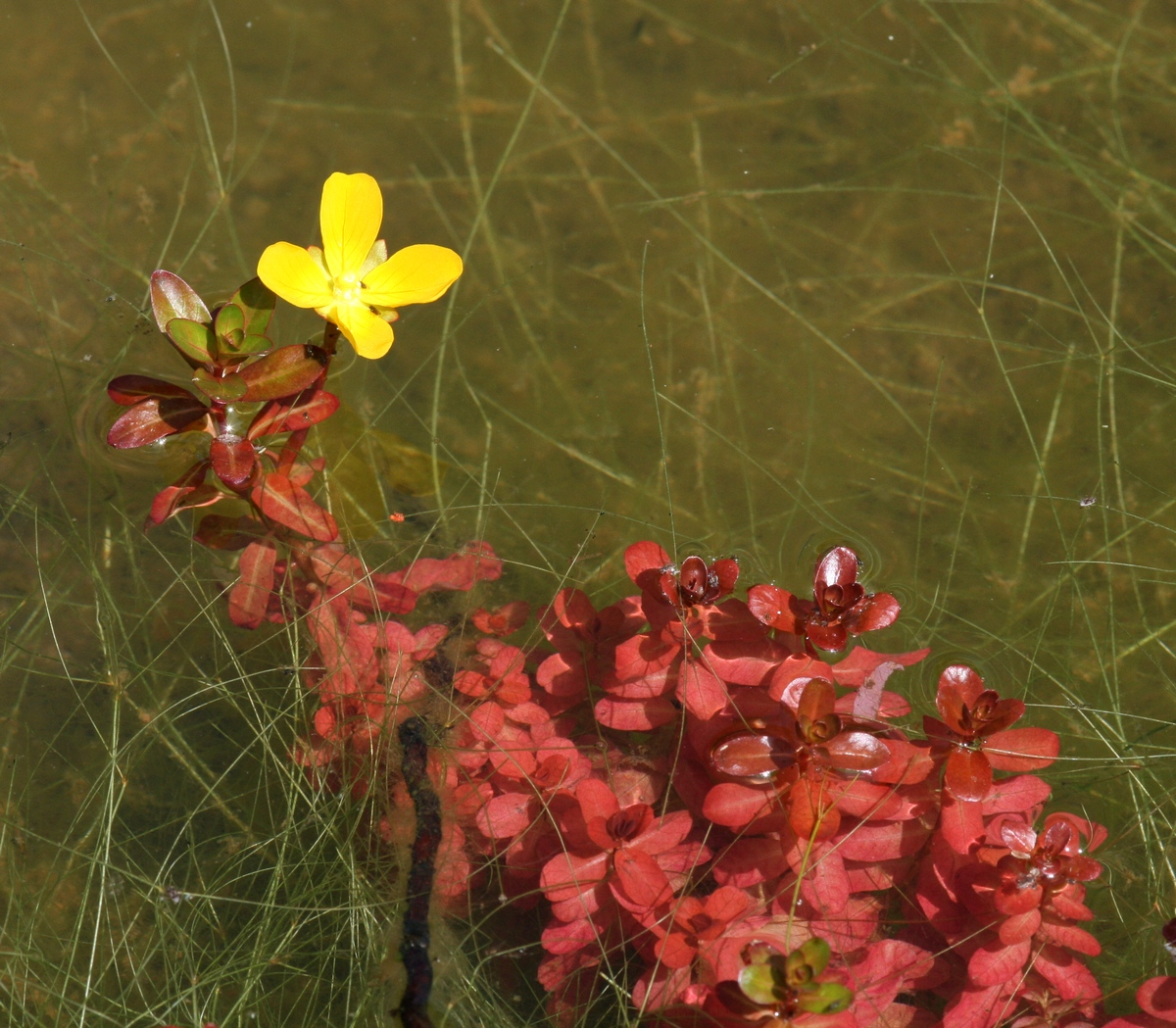
Ponořený druh L. inclinata, kořenící ve dně

Květy zakucelek opylují zejména včely, sbírající pyl. Pylová zrna jsou u těchto rostlin velká a slepená k sobě a mohou je sbírat pouze specializované druhy včel s dlouhými, tuhými a větvenými chlupy na zadních nohou. Některé jihoamerické druhy včel rodu Leioproctus dokonce navštěvují výhradně květy zakucelek. Efektivním opylovačem je v Jižní Americe např. rod Tetrapedia. Některé včely, např. z rodu Augochlora, naproti tomu loupí pyl aniž by přispěly k opylování. Na květech druhu L. elegans bylo v Brazílii napočítáno celkem 32 druhů včel.
Zakucelka je v tropické Asii jednou ze živných rostlin pohledného babočkovitého motýla Junonia almana.
Semena zakucelek jsou vesměs šířena vodou, případně také epizoochorně vodními ptáky. O snadnosti jejich šíření svědčí rozsáhlé areály většiny druhů. Druh L. hyssopifolia má dva typy semen, z nichž jeden je opatřen korkovitým pletivem nadnášejícím semeno ve vodě.

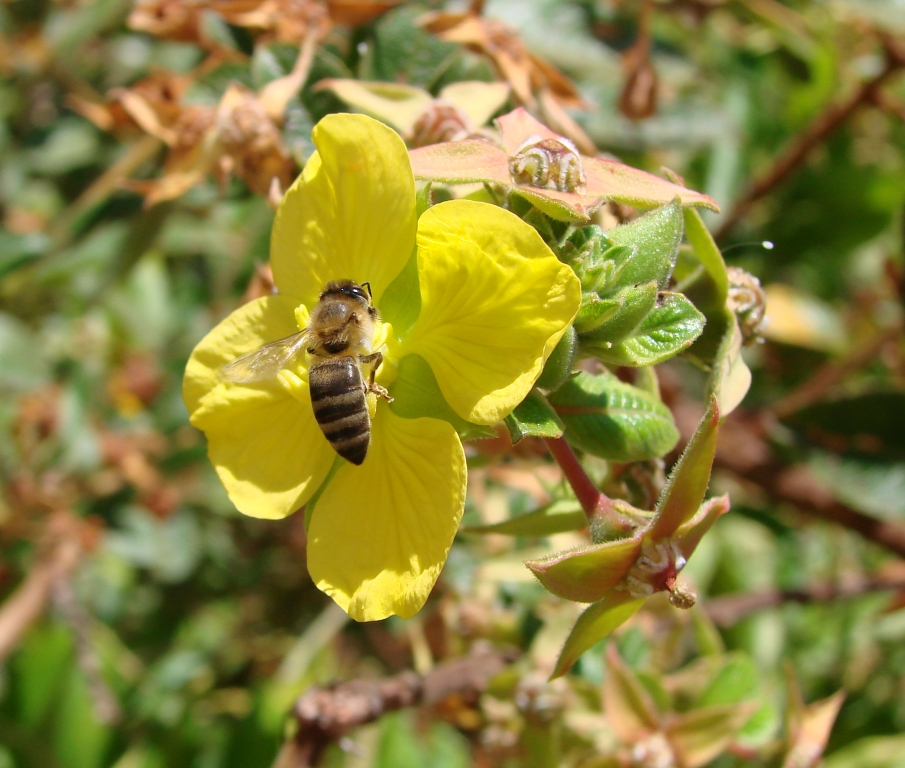
Včela na květu L. tomentosa
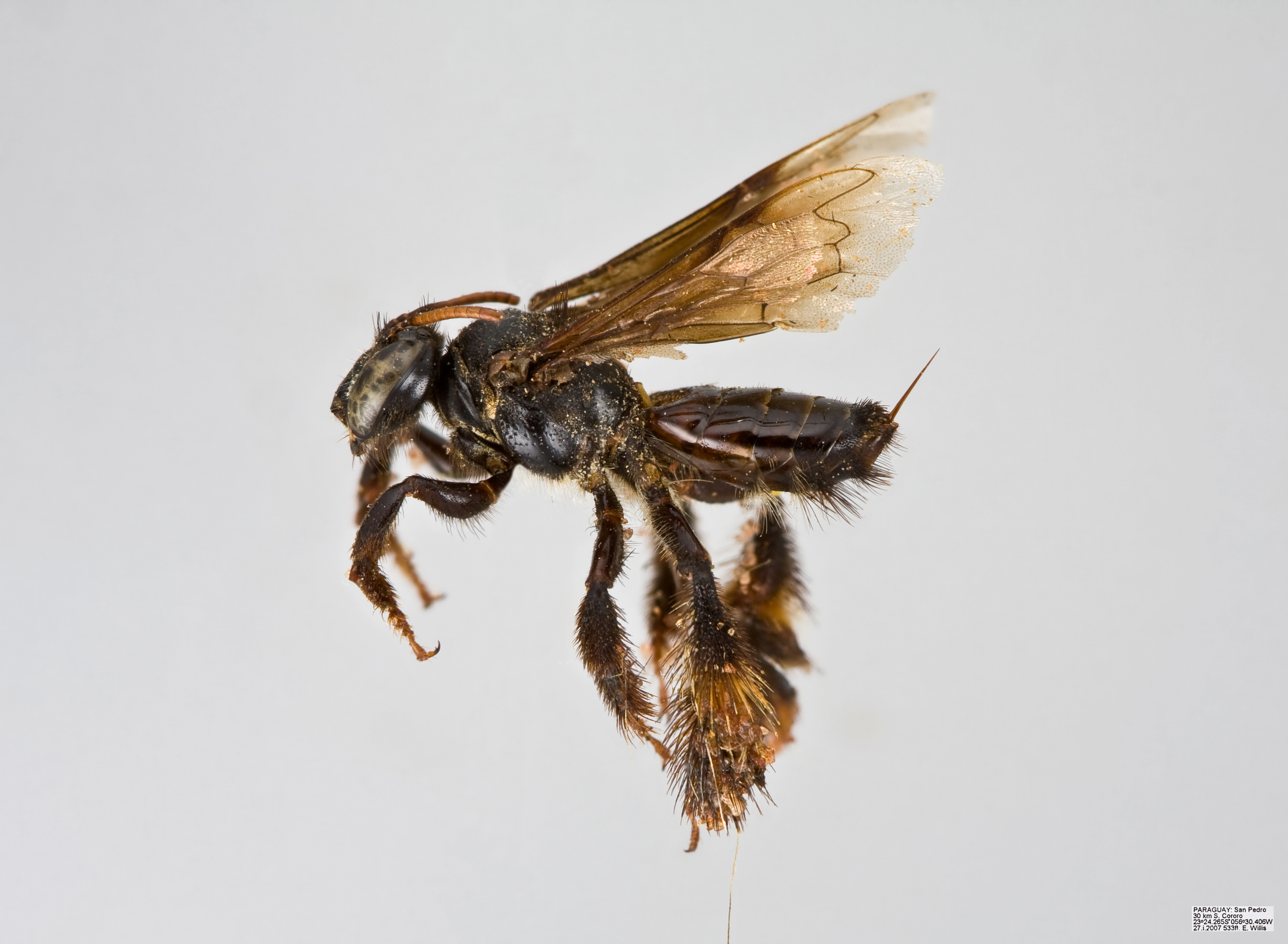
Včela rodu Tetrapedia
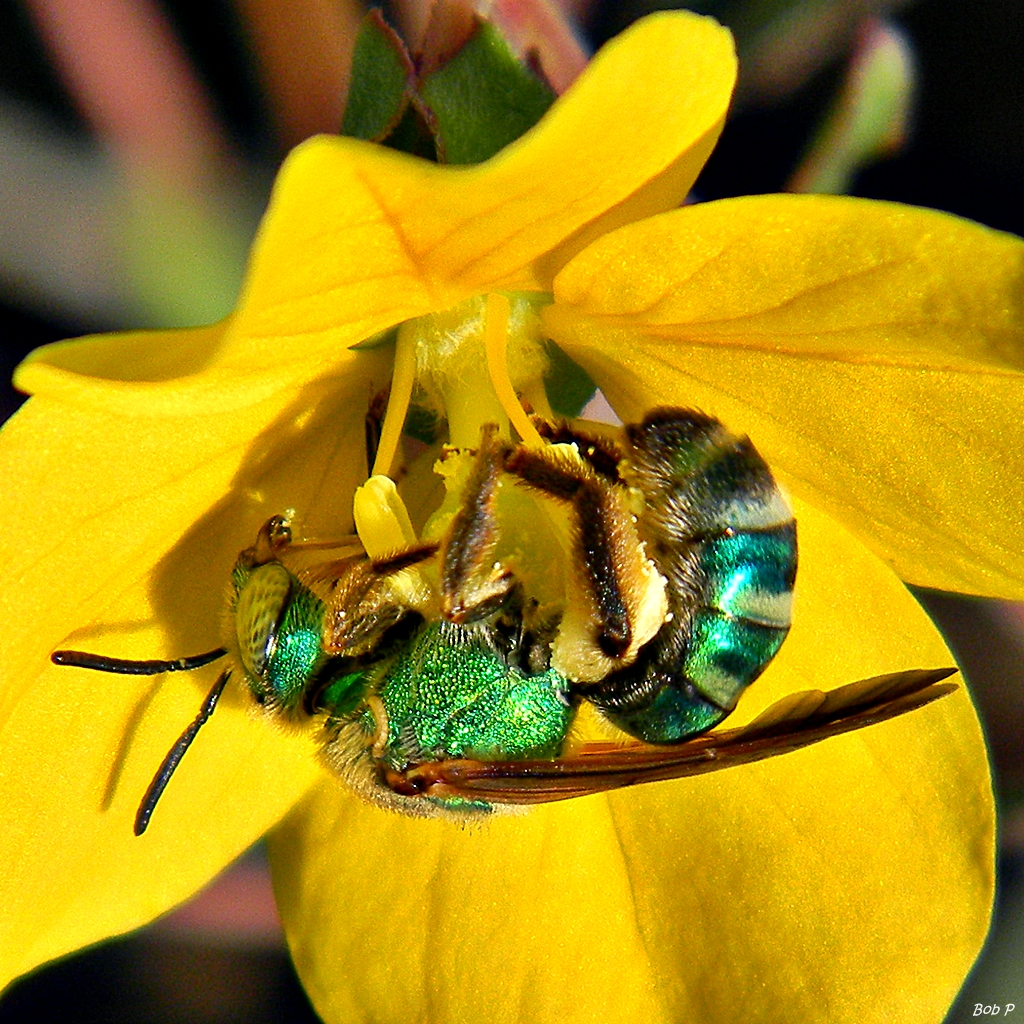
Včela rodu Augochloropsis na květu zakucelky
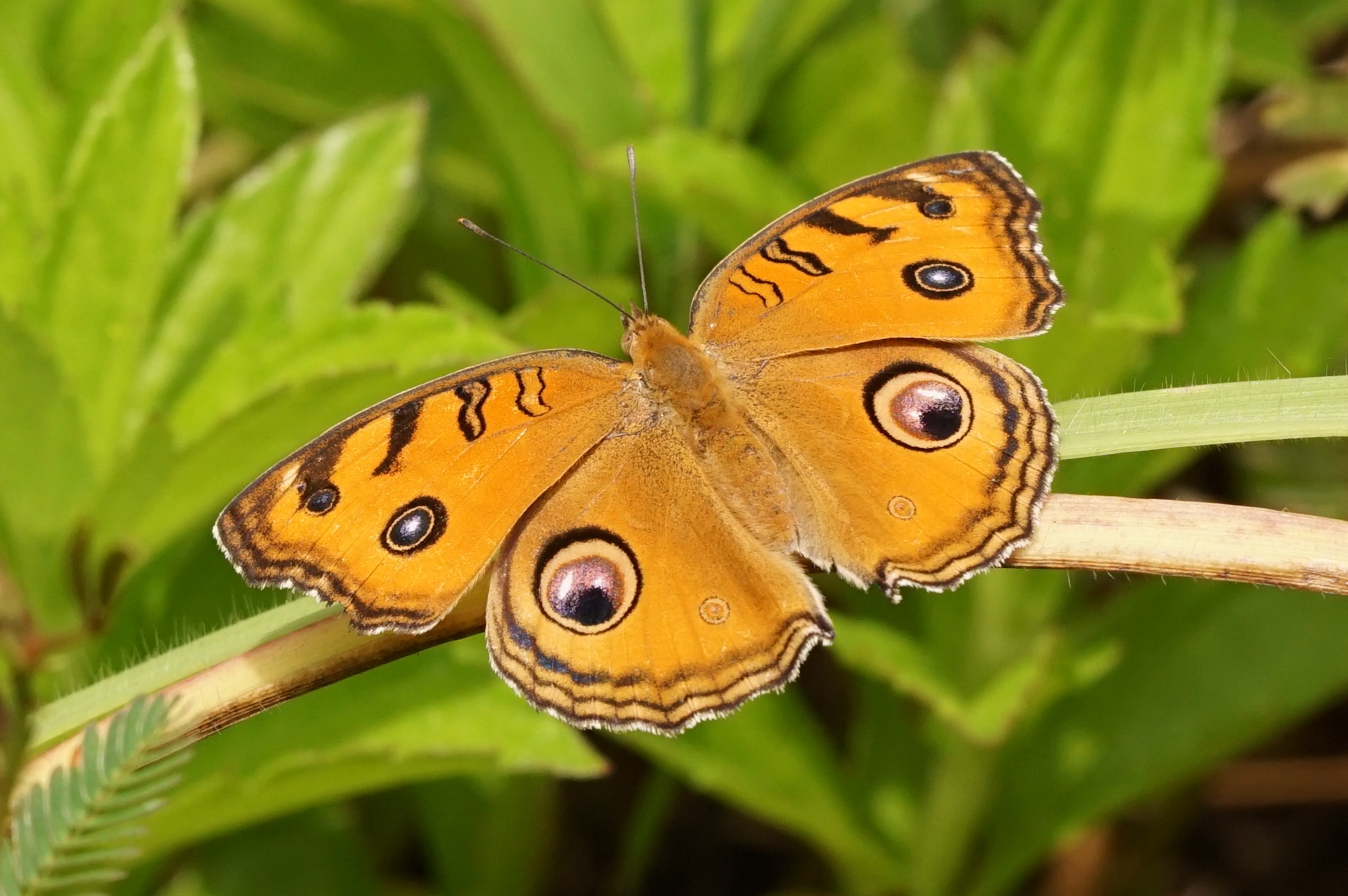
Motýl Junonia almana

## Taxonomie
Rod Ludwigia je v taxonomii čeledi pupalkovité řazen do samostatné podčeledi Ludwigioideae, která představuje bazální vývojovou větev této čeledi. V minulosti byly druhy s dvojnásobným počtem tyčinek oproti počtu kališních lístků řazeny do samostatného rodu Jussiaea, znak se však ukázal pro rozdělení na rodové úrovni jako taxonomicky nepoužitelný a oba rody byly sloučeny.

## Zástupci
- zakucelka bahenní (Ludwigia palustris)
- zakucelka plazivá (Ludwigia peploides)
- zakucelka velkokvětá (Ludwigia grandiflora)

## Význam

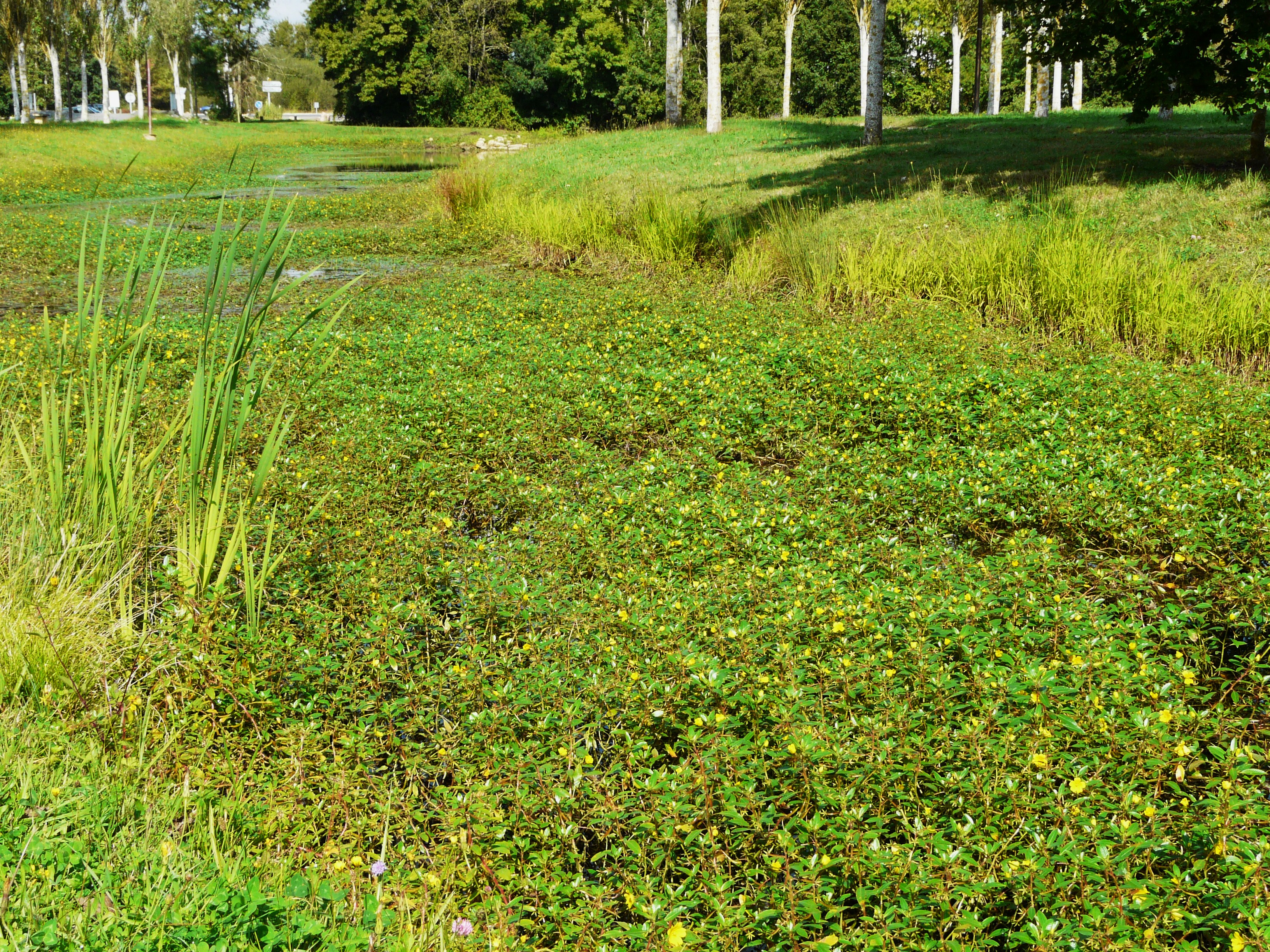
Zakucelka plazivá (L. peploides) jako invazní druh ve Francii

Některé vodní druhy zakucelek jsou pěstovány jako akvarijní rostliny, zejména severoamerické druhy L. arcuata, L. brevipes, L. repens (L. mullertii), L. glandulosa. Keřovitý druh L. peruviana je pěstován jako vlhkomilná okrasná dřevina a zdomácněl v různých částech tropů a subtropů.
Některé druhy slouží v domorodé medicíně jako léčivé rostliny, např. L. octovalvis v Malajsii nebo L. adscendens ve Vietnamu.
Zakucelka velkokvětá (L. grandiflora) je v některých evropských zemích (například v Holandsku) považována za agresivní a rychle se šířící vodní invazní rostlinu, jejíž objevení se je možné očekávat i v České republice. Mezi invazní tropické a subtropické druhy patří i některé další druhy, např. zakucelka plazivá (L. peploides).